# Giuseppe Ventimiglia, principe di Belmonte
Giuseppe Emanuele Ventimiglia Cottone, principe di Belmonte (Palermo, 1766 – Parigi, ottobre 1814), è stato un politico italiano.
Membro del Parlamento del Regno di Sicilia, collaborò con lo zio, Carlo Cottone, principe di Castelnuovo, e con l'abate Paolo Balsamo alla redazione della Costituzione siciliana del 1812.

## Biografia

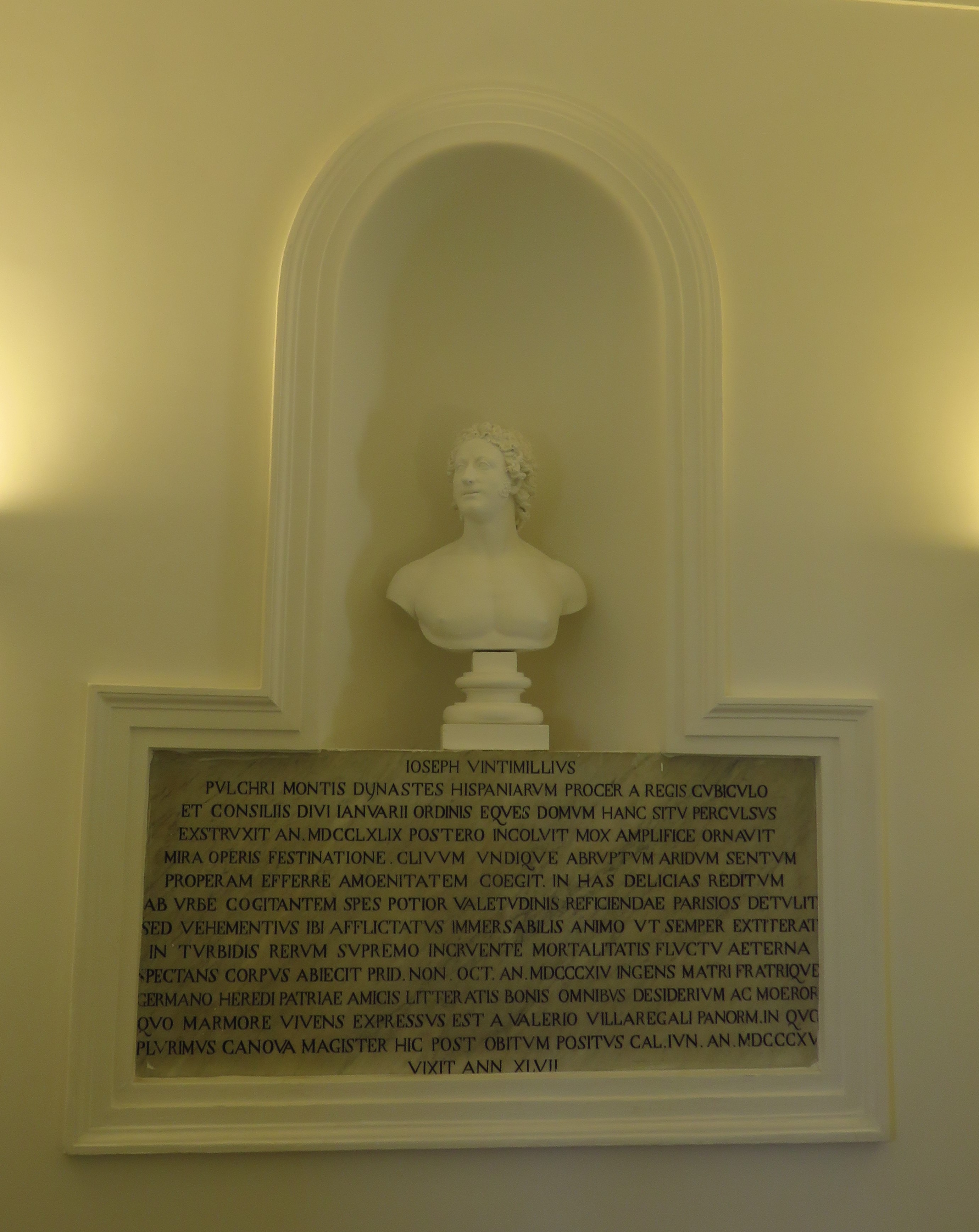
Busto di Giuseppe Ventimiglia, opera di Valerio Villareale, nello scalone di Villa Belmonte all'Acquasanta

Giuseppe Ventimiglia nacque a Palermo nel 1766, figlio primogenito del principe Vincenzo e della moglie, Anna Maria Cottone di Castelnuovo, di tradizioni costituzionaliste. Sin dalla gioventù venne inviato a studiare a Roma, presso il Collegio del Nazareno per poi dedicarsi ad un grand tour in Europa, toccando tappe importanti come l'Italia continentale, la Svizzera, il Sacro Romano Impero, l'Ungheria e la Polonia. Durante quest'ultimo viaggio conobbe ed accompagnò il sovrano Stanislao Poniatowski al suo primo incontro con la zarina Caterina II. Seguì poi l'imperatrice sino a Kiev e Cherson, navigando lungo il Dnieper. Giunto in Crimea, da qui raggiunse la Moldavia e la Valacchia, facendo tappa a Bucarest, attraversando poi la Prussia, la Sassonia e quindi giungendo in Francia ed in Inghilterra. Tornato a Parigi, vi conobbe la cugina Charlotte Ventimille, del ramo francese della sua famiglia, e la sposò prima di fare ritorno con lei in patria.
L'ambiente culturale che ritrovò a Palermo era intriso dei personaggi patrocinati dallo zio Carlo, principe di Castelnuovo; ebbe perciò corrispondenze con l'astronomo Giuseppe Piazzi e con l'economista Paolo Balsamo tra gli altri. Si batté negli inizi dell'Ottocento per il mantenimento dell'Accademia palermitana degli studi, minacciata di chiusura da re Ferdinando III, intenzionato a ripulirla dell'impronta libertaria che aveva assunto e a restituirla ai gesuiti. Proprio per questi suoi ideali, Belmonte divenne figura chiave quando gli inglesi si adoperarono per restituire a Ferdinando la parte continentale del Regno dopo la caduta dei francesi: lord Horwick (futuro conte Grey e primo ministro inglese) lo teneva in grande considerazione per una possibile intesa anglo-sicula al fine di sconfiggere il "partito" dei sostenitori della regina Maria Carolina, che appoggiava i francesi di Murat. Proprio per questo scopo Belmonte si pose a capo di 30.000 uomini armati "per la conservazione della forma di governo esistente, della proprietà dei particolari, dei privilegi dei diversi ordini".
Belmonte riteneva ormai intollerabile quella sorta di tassa fissa che la Sicilia doveva pagare al governo di Napoli senza motivazione e che rimandava a una specie di donativo medievale; egli propose al contrario una imposta fondiaria basata su un catasto da preparare e solo in seguito di ricorrere alla bisogna ad un'imposta indiretta per coprire il gettito eventualmente insufficiente.
Appoggiò apertamente Luigi Filippo d'Orléans, genero del re, e chiese alla regina l'allontanamento dei ministri napoletani (in particolare di Luigi de' Medici), nonché la fondazione di una amministrazione siciliana indipendente, dove i baroni potessero avere un ruolo significativo nel governo centrale una volta che Napoli fosse stata riconquistata alle truppe dei napoleonici.
Assieme ad altri 43 baroni, Belmonte venne però arrestato la notte tra il 19 ed il 20 luglio del 1811 e con altri tre venne rinchiuso nel castello di San Giacomo a Favignana. L'accusa ufficiale si basava su una serie di lettere che il governo aveva intercettato, nelle quali il principe mostrava di avere contatti con il principe reggente d'Inghilterra (il futuro Giorgio IV). In tali missive, Belmonte chiedeva l'appoggio della Gran Bretagna contro lo strapotere dei ministri napoletani, giudicati "un pugno di emigrati sempre cospiranti contro il proprio re". Rimase in prigionia malgrado lo stato di salute precario sino al 20 gennaio 1812, quando venne liberato per intervento di lord Bentinck. 
Da subito Belmonte e altri si adoperarono per la stesura di una prima costituzione siciliana che si rifacesse il più possibile a quella inglese: il risultato fu la Costituzione siciliana del 1812.
Intanto, alla carica di ministro degli esteri del governo siciliano riconosciuto dalla nuova costituzione venne nominato lo stesso lord Bentinck, poiché l'Inghilterra ancora esercitava una sorta di protettorato sull'isola.
Con la Restaurazione, Ferdinando tornò al potere ufficialmente anche sul trono siciliano e come risultato Belmonte ed i suoi alleati vennero allontanati dai centri di potere. Nel tentativo estremo di salvare la costituzione siciliana in cui tanto aveva creduto e per la quale si era battuto per un decennio, sempre seguendo l'amico duca d'Orléans, si recò a Parigi, ove venne ricevuto da Luigi XVIII, il quale, pur complimentandosi largamente con lui, non si impegnò a fare pressioni sul governo borbonico perché riconoscesse delle assicurazioni politiche per la Sicilia e la sua costituzione.
Belmonte morì a Parigi, ormai minato irrimediabilmente dalla tisi, nell'ottobre del 1814.